# Igram van Achelen
Igram van Achelen, né à Bois-le-Duc en 1528 ou 1534 et mort à Malines le 18 octobre 1604, est un juriste, un érudit, et un conseiller des anciens Pays-Bas.
Il fut président de la Cour de Frise et du Grand conseil de Malines.

## Biographie
Il était issu d’une famille notable de Bois-le-Duc qui a fourni à cette ville des magistrats et des échevins. Son père était receveur de la ville et maître du grand Hôpital.
Après des humanités aux collèges de Deventer et de Leyde, Van Achelen alla étudier le droit à Louvain dont il sortit licencié.
L’empereur Charles Quint le nomma au Grand Conseil de Frise en 1550 et il en devint président en 1570.
Il fut également nommé responsable de la réfection des digues après les grandes inondations de 1570 et 1574. Une stèle commémorative où son nom fut gravé a été alors érigée.
Le 7 décembre 1577 les États Généraux des Pays-Bas prononcèrent un décret hostile au gouverneur Don Juan d’Autriche, mais Van Achelen refusa de le publier en Frise. Accusé de collusion avec le gouverneur il fut arrêté le 21 mars 1578, mais après peu de temps il fut remis en liberté.
Huit ans plus tard Van Achelen fut anobli avec le titre de chevalier en récompense de sa fidélité au roi d’Espagne.
Van Achelen devint membre du Conseil privé et en 1598 il fut nommé président du Grand conseil de Malines.
Il mourut en 1604 et fut inhumé dans la chapelle de Saint-Nicolas à la cathédrale Saint-Rombaut de Malines.

## Mariage, enfants, famille
Igram van Achelen épousa en 1561 à Swichum, Mintz (Clémence) Hoytema une nièce de Viglius, décédée le 28 septembre 1624. Ils eurent six enfants :
1. Folcard van Achelen, décédé en 1631, qui sur les traces de son père et de son oncle Folcard devint en 1600 conseiller au Conseil souverain de Brabant à Bruxelles et en 1624 conseiller au Conseil Secret, épousa Marie Marguerite van Bogaert, fille de Jacques, chevalier, président du Conseil de Flandre.
2. Willem van Achelen.
3. Clémentine van Achelen.
4. Aldegonde van Achelen épousa le 20 avril 1606 à Malines (St Rombaut), Pierre Micault, décédé en 1622.
5. Ida van Achelen.
6. Antoine van Achelen, jésuite, né le 20 avril 1584 à Groningue, décédé le 18 septembre 1627 à Bruxelles, maître ès-arts de l'université de Douai et licencié en droit de l'université de Louvain, entra le 8 mai 1613 à Malines au noviciat de la Société de Jésus et devint en 1621 supérieur de la résidence de Lierre jusqu'en 1625. Fut aumônier militaire sous Spinola lors du siège de Bréda. Lors du siège de Groenlo (1606) il attrapa les fièvres dont il souffrit[1].

Le frère d'Igram, Folcard van Achelen fut conseiller au Conseil souverain de Brabant en 1587 et était marié avec Anna de Beyens, fille de Goswin, écuyer, et d'Agnès Eyckmans dit de Rovere.